# Teorija ligandnog polja
Teorija ligandnog polja opisuje promene u centralnom atomu kompleksnog jedinjenja izazvane uticajem liganda. U slobodnom jonu d-orbitale imaju jednaku energiju. Pod uticajem liganda njihova degeneracija se ukida, a energetski nivo cepa na dva ili više nivoa u zavisnosti od strukturnog rasporeda liganda.

## Spoljašnje veze
- [http://www.cond-mat.de/events/correl12/manuscripts/pavarini.pdf